# Список умерших в 615 году

## Май
- 8 мая — Бонифаций IV, Папа Римский (608—615).

## Июль
- 2 июля — Эутогуи, третий епископ Лландава в Южном Уэльсе.

## Ноябрь
- 23 ноября — Колумбан, ирландский монах, просветитель, церковный поэт, проповедник-миссионер в странах Западной Европы.

## Дата смерти неизвестна или требует уточнения
- Абдуллах ибн Мухаммед, один из сыновей пророка Мухаммеда и его первой жены Хадиджи бин Хувайлид.
- Агилульф, герцог Турина и король лангобардов (590—615/616).
- Артуир ап Педр, король Диведа (595—615).
- Ах-Восаль-Чан-Кинич, 35-й правитель Саальского царства со столицей в Наранхо (546—615).
- Иоанн I Лемигий, экзарх Равенны (с 611).
- Маэл Кобо мак Аэдо, король Кенел Конайлл (будущего Тирконнелла) (604—615) и верховный король Ирландии (612—615).
- Пасхазий, епископ Неаполя (601—615).
- Солатий, епископ Кёльна.
- Сумайя бинт Хайят, сподвижница пророка Мухаммеда, одна из первых женщин, принявших ислам.